# Whittier College
Le Whittier College est un établissement privé d'arts libéraux situé à Whittier (Californie) aux États-Unis.

## Histoire

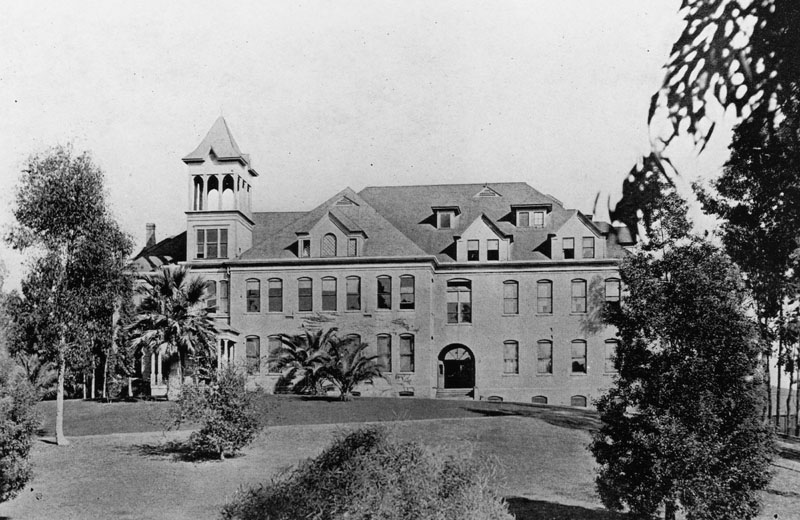
Whittier College en 1912

Il a été fondé en 1887 sous le nom d'Académie Whittier par des Quakers et avec les finances des chefs d'entreprise locaux Washington Hadley et Aubrey Wardman. Nommé en hommage au poète quaker John Greenleaf Whittier, Whittier College se développe en est incorporé en 1901 à l'État de Californie avec un effectif de 25 étudiants.
Bien qu'il ne soit plus affilié aux Quakers, le Collège reste attaché à leurs valeurs. Son journal, publié depuis 1914, est connu sous le nom de Quaker Campus.
Dans les années 1940, la Seconde Guerre mondiale et l’appel sous les drapeaux de la population masculine a déclenché l'absorption de l’ensemble des étudiants de l’Université Chapman voisine. Ainsi, la plupart des grands bâtiments du campus ont été construits à la fin des années 1940. L'extension s'est poursuivie jusqu'en 2012 avec la construction de nouveaux bâtiments.

## Anciens élèves
(Liste non exhaustive)
- Andrea Barber
- Ken Davitian
- Harrison Ellenshaw
- Tony Malinosky
- David Moyer
- Richard Nixon
- Brendan Schaub
- Arthur Allan Seidelman
- Zilpha Keatley Snyder
- Geoff Stults
- George Stults